# Razbor pri Čemšeniku
Razbor pri Čemšeniku – wieś w Słowenii, w gminie Zagorje ob Savi. W 2018 roku liczyła 59 mieszkańców.